# Cyclura ricordi
La iguana terrestre de la Española (Cyclura ricordi) también conocida comúnmente como la iguana de Ricord, es una especie de lagarto escamoso iguánido del género Cyclura. Es endémica de la isla de La Española. En la actualidad solo existen unas pocas poblaciones silvestres que se encuentran en el suroeste de la República Dominicana. La especie es considerada en peligro de extinción por la UICN. Datos morfológicos y genéticos indican que el pariente vivo más cercano de C. ricordi es C. carinata de las islas Turcas y Caicos.

## Etimología
El nombre de género Cyclura se deriva del griego antiguo cyclos (κύκλος) que significa "circular", y ourá (οὐρά) que significa "cola", por la gruesa cola anillada que es característica de todos los Cyclura.  El epíteto específico ricordi, es la forma latinizada del apellido del biólogo francés Alexandre Ricord, quien fue el primero en describir la especie en 1826.

## Descripción
La iguana de Ricord es una especie grande con una longitud corporal de 49 a 51 cm en los machos, y 40-43 cm en las hembras, y una cola del mismo tamaño. Los dedos de la iguana de Ricord son articulados de tal forma que son eficaces para excavar y para escalar a los árboles.
La coloración de su cuerpo es verde grisáceo, marcado por cinco hasta seis chevrones de color gris pálido, alternando con chevrones de color gris oscuro a negro. En los adultos, los chevrones oscuros no tienen tanto contraste como los de los juveniles. Los ojos tienen un iris oscuro, casi negro, y una  esclerótica de color roja.
Al igual que las demás especies del género Cyclura, existe dimorfismo sexual; los machos son más grandes que las hembras, y tienen crestas dorsales más prominentes, así como poros femorales más grandes en sus muslos, que utilizan para liberar feromonas.
La iguana de Ricord tiene una excelente visión que permite detectar formas y movimiento a larga distancia.  Las células sensoriales, llamadas "conos dobles", dan una aguda percepción del color y la capacidad de ver longitudes de onda ultravioleta. Esa última permite optimizar la producción de vitamina D ya que da la capacidad de identificar los lugares con mayor luz ultravioleta para tomar el sol. Sin embargo, en la penumbra tiene mala visión porque tiene pocos bastones o células fotorreceptoras.  Al igual que otros iguánidos, tiene un ojo parietal, un órgano fotodetector blanco, en la parte superior de la cabeza. Este "ojo" solo tiene un cristalino y una retina rudimentaria, y no puede formar imágenes, pero es sensible a los cambios en la luz y puede detectar movimiento.

### Alimentación
Al igual que las demás especies del género Cyclura, la iguana de Ricord es principalmente herbívora y se alimenta de hojas, flores, bayas, y frutos de diferentes especies de plantas. De acuerdo con un estudio realizado en 2000 por el Dr. Allison Alberts del zoológico de San Diego, las semillas que pasan por el tracto digestivo de las iguanas del género Cyclura germinan más rápidamente que los que no lo hacen. Por lo tanto, estas semillas tienen una ventaja adaptativa y brotan antes del final de las muy cortas temporadas de lluvia. La iguana de Ricord tiene un rol importante en la difusión de estas semillas a nuevas zonas (sobre todo cuando las hembras migran a sus zonas de anidación) y, siendo uno de los herbívoros nativos más grandes del ecosistema de La Española, son esenciales para mantener el equilibrio entre el clima y la vegetación.
Al igual que otros lagartos herbívoros, la iguana de Ricord se ve confrontada con el problema de la osmorregulación: materia vegetal contiene más potasio y menos nutrientes por gramo que materia animal, por lo que debe ser consumida en cantidades mayores para satisfacer las necesidades metabólicas del lagarto.  A diferencia de los mamíferos, los riñones de reptiles no pueden concentrar la orina para ahorrar el consumo de agua. En cambio, reptiles excretan residuos nitrogenados tóxicos en la forma de sales de urato a través de una glándula de sal. La iguana de Ricord ha desarrollado una glándula nasal lateral para expulsar el exceso de potasio y cloruro de sodio y así complementar la secreción renal de sal.

## Reproducción
El apareamiento se produce entre mayo y junio. La cópula es precedida por numerosas sacudidas de cabeza por parte del macho, que luego da la vuelta detrás de la hembra para agarrarla en la nuca, tratando de sujetarla para maniobrar su cola debajo de ella y posicionarse para la intromisión. La cópula generalmente dura de 30 a 90 segundos, y raramente ocurre más de una o dos veces al día. La puesta de los huevos ocurre habitualmente en junio o julio; dependiendo de su tamaño y edad, la hembra pone de dos a dieciocho huevos en nidos excavados en parches de tierra expuestas al sol. Los huevos pasan por un periodo de incubación de 90 a 100 días, y eclosionan en septiembre u octubre. Los miembros del género Cyclura, incluso C. ricordi, producen algunos de los huevos más grandes entre los lagartos.

## Distribución y hábitat
La iguana de Ricord habita en matorrales xerófilos secos, con suelos arenosos y de barro donde excava las madrigueras que sirven de refugio o de nido, y que sigue expandiendo a lo largo de los años. Por lo general las entradas a estas madrigueras son excavadas bajo densa vegetación espinosa, arbustos, troncos, o rocas expuestas. Los animales adultos de esta especie son principalmente terrestres, mientras que los juveniles tienden a ocupar refugios arbóreos.
Hasta 2008 se pensaba que la iguana de Ricord se encontraba únicamente en el suroeste de la República Dominicana, y que se limitaba a la zona árida del valle de Neiba y la parte más xerófila de las tierras bajas costeras de la península de Barahona. Estas dos poblaciones están separadas por la Sierra de Bahoruco (Massif de la Selle en Haití), que alcanza más de 2000 m s. n. m. y que forma una extensa barrera ecológica, aunque periodos climáticos secos durante el Pleistoceno pueden haber permitido el intercambio genético entre las dos subpoblaciones. En 2008 se descubrió la existencia de una pequeña población en Anse-a-Pitres, Haití. 
A lo largo de su área de distribución, la iguana de Ricord coexiste con la iguana rinoceronte, y hay registros de ambas especies nadando y flotando en agua dulce. La Española es la única isla del Caribe donde coexisten dos especies del género Cyclura.

## Amenazas
En la península de Barahona, la población de iguanas de Ricord se ve amenazada por la expansión de la frontera agrícola y el pastoreo de ganado, así como la producción de carbón. También es cazada y atrapada por los humanos como fuente de alimento. y es a veces matada por pastores de cabras porque creen, equivocadamente, que las iguanas pueden rasgar y abrir los vientres del ganado con sus crestas puntiagudas. La competencia por alimentos por parte de ganado asilvestrado es también una preocupación, así como la depredación de las iguanas juveniles por gatos y mangostas.